# Neuris Delgado Ramírez
Neuris Delgado Ramírez est un joueur d'échecs cubain puis paraguayen né le 17 septembre 1981 qui réside à Asuncion au Paraguay.
Au 1er mars 2017, Neuris Delgado Ramírez et le deuxième joueur paraguayen et le 221e joueur mondial avec un classement Elo de 2 603 points.

## Biographie et carrière
Grand maître international depuis 2002, Delgado a représenté la fédération cubaine jusqu'en 2010, puis la fédération colombienne de 2010 à 2013. Depuis 2013, il est affilié à la fédération du Paraguay et a remporté le championnat du Paraguay en 2014 et 2015.
Neuris Delgado Ramírez remporta le championnat cubain junior en 2001. Il finit deuxième du championnat cubain en 2002. Il remporte le tournoi premier principal du mémorial Capablanca à La Havane en 2003. Il finit troisième ex æquo du tournoi Élite en 2004 et 2005. En janvier-février 2013, Neuris Delgado, qui jouait pour la fédération colombienne, remporta le tournoi ABC Color du club d'échecs d'Asuncion.
En décembre 2019, il finit 1er-2e du tournoi fermé Szmetan Giardelli à Buenos Aires avec 7,5 points sur 11.
Lors de la Coupe du monde d'échecs 2021, il bat le Bangladais Niaz Murshed au premier tour,puis il est battu au deuxième tour par l'Indien Baskaran Adhiban.

## Compétitions par équipe
Neuris Delgado Ramírez a représenté Cuba lors de trois olympiades (2002, 2004 et 2006). En 2004, il jouait au troisième échiquier et l'équipe cubaine finit septième, le meilleur classement des équipes cubaines (également obtenu en 1990 et 2014). En 2014, il joua au deuxième échiquier de l'équipe paraguayenne et marqua 5,5 points sur 9. En 2016, il jouait au premier échiquier paraguayen et marqua six points sur onze.
Il a également participé au championnat du monde par équipe avec Cuba en 2001 et 2005 (au troisième échiquier), remportant la médaille d'or individuelle au deuxième échiquier de réserve en 2001 avec trois points marqués sur quatre.